# Sweet N' Psycho
Sweet N' Psycho är en låt framförd av Scarlet i Melodifestivalen 2025. Låten, som deltog i den femte deltävlingen, gick direkt vidare till final där den slutade på en sjunde plats.
Låten är skriven av duon själva, tillsammans med Dino Medanhodzic, Jimmy "Joker" Thörnfeldt och Anderz Wrethov.